# 長爪鳥屬
長爪鳥是渤海鳥科的一種反鳥類。化石在中國遼寧省的九佛堂組（白堊紀早期）地層中發現。屬名在拉丁文意為「長爪」，因為其化石上能清楚見到其腳上的細長腳爪。模式種是庫氏長爪鳥（L. kurochkini），種名是紀念已故的俄羅斯古生物學家暨俄羅斯科學院教授葉夫根尼·庫洛克金（Evgeny N. Kurochkin），以表揚其對中生代鳥類的研究與貢獻。
其正模標本為目前唯一的標本，目前存放於北京中国科学院的古脊椎动物与古人类研究所（編號 IVPP V 17964），為一具完整的骨架，發現地位於建昌縣的喇嘛洞鎮附近，與其他許多同科物種的發現地相近，從發現地層推測應生存於阿普第階。